# Cup of China 2023
Cup of China 2023 – czwarte w kolejności zawody łyżwiarstwa figurowego z cyklu Grand Prix 2023/2024. Zawody rozgrywano od 3 do 5 listopada 2023 roku w hali Chongqing Huaxi Culture and Sports Center w Chongqing.
W konkurencji solistów triumfował Francuz Adam Siao Him Fa, zaś w konkurencji solistek Japonka Hana Yoshida. W parach sportowych i tanecznych zwyciężyli reprezentanci Kanady Deanna Stellato-Dudek i Maxime Deschamps oraz Piper Gilles i Paul Poirier.

## Rekordy świata
| Rekordy świata (GOE±5) na moment rozpoczęcia zawodów (stan na 10 listopada 2023): | Rekordy świata (GOE±5) na moment rozpoczęcia zawodów (stan na 10 listopada 2023): | Rekordy świata (GOE±5) na moment rozpoczęcia zawodów (stan na 10 listopada 2023): | Rekordy świata (GOE±5) na moment rozpoczęcia zawodów (stan na 10 listopada 2023): | Rekordy świata (GOE±5) na moment rozpoczęcia zawodów (stan na 10 listopada 2023): | Rekordy świata (GOE±5) na moment rozpoczęcia zawodów (stan na 10 listopada 2023): |
| Konkurencja                                                                       | Segment                                                                           | Zawodnicy                                                                         | Punkty                                                                            | Zawody                                                                            | Data                                                                              |
| --------------------------------------------------------------------------------- | --------------------------------------------------------------------------------- | --------------------------------------------------------------------------------- | --------------------------------------------------------------------------------- | --------------------------------------------------------------------------------- | --------------------------------------------------------------------------------- |
| Soliści                                                                           | Nota łączna                                                                       | Nathan Chen                                                                       | 335,30                                                                            | Finał Grand Prix 2019                                                             | 7 grudnia 2019                                                                    |
| Soliści                                                                           | Program dowolny                                                                   | Nathan Chen                                                                       | 224,92                                                                            | Finał Grand Prix 2019                                                             | 7 grudnia 2019                                                                    |
| Soliści                                                                           | Program krótki                                                                    | Nathan Chen                                                                       | 113,97                                                                            | Zimowe igrzyska olimpijskie 2022                                                  | 10 lutego 2020                                                                    |
| Solistki                                                                          | Nota łączna                                                                       | Kamiła Walijewa                                                                   | 272,71                                                                            | Rostelecom Cup 2021                                                               | 27 listopada 2021                                                                 |
| Solistki                                                                          | Program dowolny                                                                   | Kamiła Walijewa                                                                   | 185,29                                                                            | Rostelecom Cup 2021                                                               | 27 listopada 2021                                                                 |
| Solistki                                                                          | Program krótki                                                                    | Kamiła Walijewa                                                                   | 90,45                                                                             | Mistrzostwa Europy 2022                                                           | 13 stycznia 2022                                                                  |
| Pary sportowe                                                                     | Nota łączna                                                                       | Sui Wenjing / Han Cong                                                            | 239,88                                                                            | Zimowe igrzyska olimpijskie 2022                                                  | 19 lutego 2022                                                                    |
| Pary sportowe                                                                     | Program dowolny                                                                   | Anastasija Miszyna / Aleksandr Gallamow                                           | 157,46                                                                            | Mistrzostwa Europy 2022                                                           | 13 stycznia 2022                                                                  |
| Pary sportowe                                                                     | Program krótki                                                                    | Sui Wenjing / Han Cong                                                            | 84,41                                                                             | Zimowe igrzyska olimpijskie 2022                                                  | 18 lutego 2022                                                                    |
| Pary taneczne                                                                     | Nota łączna                                                                       | Madison Chock / Evan Bates                                                        | 232,32                                                                            | World Team Trophy 2023                                                            | 14 kwietnia 2023                                                                  |
| Pary taneczne                                                                     | Taniec dowolny                                                                    | Madison Chock / Evan Bates                                                        | 138,41                                                                            | World Team Trophy 2023                                                            | 14 kwietnia 2023                                                                  |
| Pary taneczne                                                                     | Taniec rytmiczny                                                                  | Madison Chock / Evan Bates                                                        | 93,91                                                                             | World Team Trophy 2023                                                            | 13 kwietnia 2023                                                                  |

## Wyniki

### Soliści
| Poz. | Zawodnik            | Nota łączna | SP | SP     | FS | FS     |
| ---- | ------------------- | ----------- | -- | ------ | -- | ------ |
| 1    | Adam Siao Him Fa    | 298,38      | 2  | 91,21  | 1  | 207,17 |
| 2    | Shōma Uno           | 279,98      | 1  | 105,25 | 2  | 174,73 |
| 3    | Michaił Szajdorow   | 264,46      | 3  | 89,94  | 3  | 174,52 |
| 4    | Kazuki Tomono       | 251,95      | 6  | 80,50  | 4  | 171,45 |
| 5    | Gabriele Frangipani | 251,59      | 5  | 85,19  | 6  | 166,40 |
| 6    | Sōta Yamamoto       | 245,58      | 8  | 75,48  | 5  | 170,10 |
| 7    | Jin Boyang          | 237,28      | 4  | 87,44  | 7  | 149,84 |
| 8    | Lee Si-hyeong       | 209,13      | 9  | 74,43  | 8  | 134,70 |
| 9    | Jimmy Ma            | 205,16      | 7  | 77,29  | 10 | 127,87 |
| 10   | Xu Juwen            | 193,79      | 10 | 65,57  | 9  | 128,22 |
| 11   | Dai Daiwei          | 185,56      | 11 | 64,25  | 11 | 121,31 |
| 12   | Lucas Broussard     | 181,15      | 12 | 61,05  | 12 | 120,10 |

### Solistki
| Poz. | Zawodniczka          | Nota łączna | SP | SP    | FS | FS     |
| ---- | -------------------- | ----------- | -- | ----- | -- | ------ |
| 1    | Hana Yoshida         | 203,97      | 3  | 64,65 | 1  | 139,32 |
| 2    | Rinka Watanabe       | 203,22      | 2  | 65,09 | 2  | 138,13 |
| 3    | Loena Hendrickx      | 201,49      | 1  | 70,65 | 3  | 130,84 |
| 4    | Niina Petrõkina      | 188,04      | 4  | 62,58 | 4  | 125,46 |
| 5    | Madeline Schizas     | 179,58      | 7  | 61,53 | 5  | 118,05 |
| 6    | Kim Ye-lim           | 176,68      | 8  | 59,56 | 6  | 117,12 |
| 7    | Jekatierina Kurakowa | 173,15      | 9  | 57,37 | 7  | 115,78 |
| 8    | Chen Hongyi          | 168,66      | 5  | 62,57 | 8  | 106,09 |
| 9    | Audrey Shin          | 156,84      | 10 | 50,97 | 9  | 105,87 |
| 10   | Zhu Yi               | 154,58      | 11 | 50,96 | 10 | 103,62 |
| 11   | An Xiangyi           | 152,36      | 6  | 61,86 | 11 | 90,50  |

### Pary sportowe
| Poz. | Zawodnicy                                | Nota łączna | SP | SP    | FS | FS     |
| ---- | ---------------------------------------- | ----------- | -- | ----- | -- | ------ |
| 1    | Deanna Stellato-Dudek / Maxime Deschamps | 201,48      | 1  | 70,39 | 1  | 131,09 |
| 2    | Rebecca Ghilardi / Filippo Ambrosini     | 191,00      | 2  | 66,33 | 2  | 124,67 |
| 3    | Peng Cheng / Wang Lei                    | 178,06      | 3  | 62,91 | 3  | 115,15 |
| 4    | Annika Hocke / Robert Kunkel             | 170,65      | 4  | 60,76 | 4  | 109,89 |
| 5    | Zhang Siyang / Yang Yongchao             | 161,65      | 5  | 58,71 | 6  | 102,94 |
| 6    | Anna Valesi / Manuel Piazza              | 160,65      | 6  | 55,55 | 5  | 105,10 |
| 7    | Wang Yuchen / Zhu Lei                    | 139,35      | 7  | 49,95 | 8  | 89,40  |
| 8    | Maria Mokhova / Ivan Mokhov              | 134,81      | 8  | 42,65 | 7  | 92,16  |

### Pary taneczne
| Poz. | Zawodnicy                          | Nota łączna | RD | RD    | FD | FD     |
| ---- | ---------------------------------- | ----------- | -- | ----- | -- | ------ |
| 1    | Piper Gilles / Paul Poirier        | 207,83      | 2  | 81,04 | 1  | 126,79 |
| 2    | Marjorie Lajoie / Zachary Lagha    | 206,02      | 1  | 82,02 | 2  | 124,00 |
| 3    | Caroline Green / Michael Parsons   | 189,33      | 3  | 76,07 | 3  | 113,26 |
| 4    | Eva Pate / Logan Bye               | 184,58      | 4  | 73,29 | 4  | 111,29 |
| 5    | Loïcia Demougeot / Théo le Mercier | 180,10      | 7  | 70,18 | 5  | 109,92 |
| 6    | Emily Bratti / Ian Somerville      | 179,39      | 5  | 71,17 | 7  | 108,22 |
| 7    | Marija Kazakowa / Gieorgij Riewija | 178,86      | 6  | 70,58 | 6  | 108,28 |
| 8    | Chen Xizi / Xing Jianing           | 159,72      | 8  | 62,05 | 8  | 97,67  |
| 9    | Shi Shang / Wu Nan                 | 138,86      | 9  | 51,80 | 9  | 87,06  |